# تریسور ام‌پوتو
تریسور ام‌پوتو (انگلیسی: Trésor Mputu؛ زادهٔ ۱۰ دسامبر ۱۹۸۵) بازیکن فوتبال اهل جمهوری دموکراتیک کنگو است.
وی همچنین در تیم ملی فوتبال جمهوری کنگو بازی کرده‌است.